# Figura serpentinata

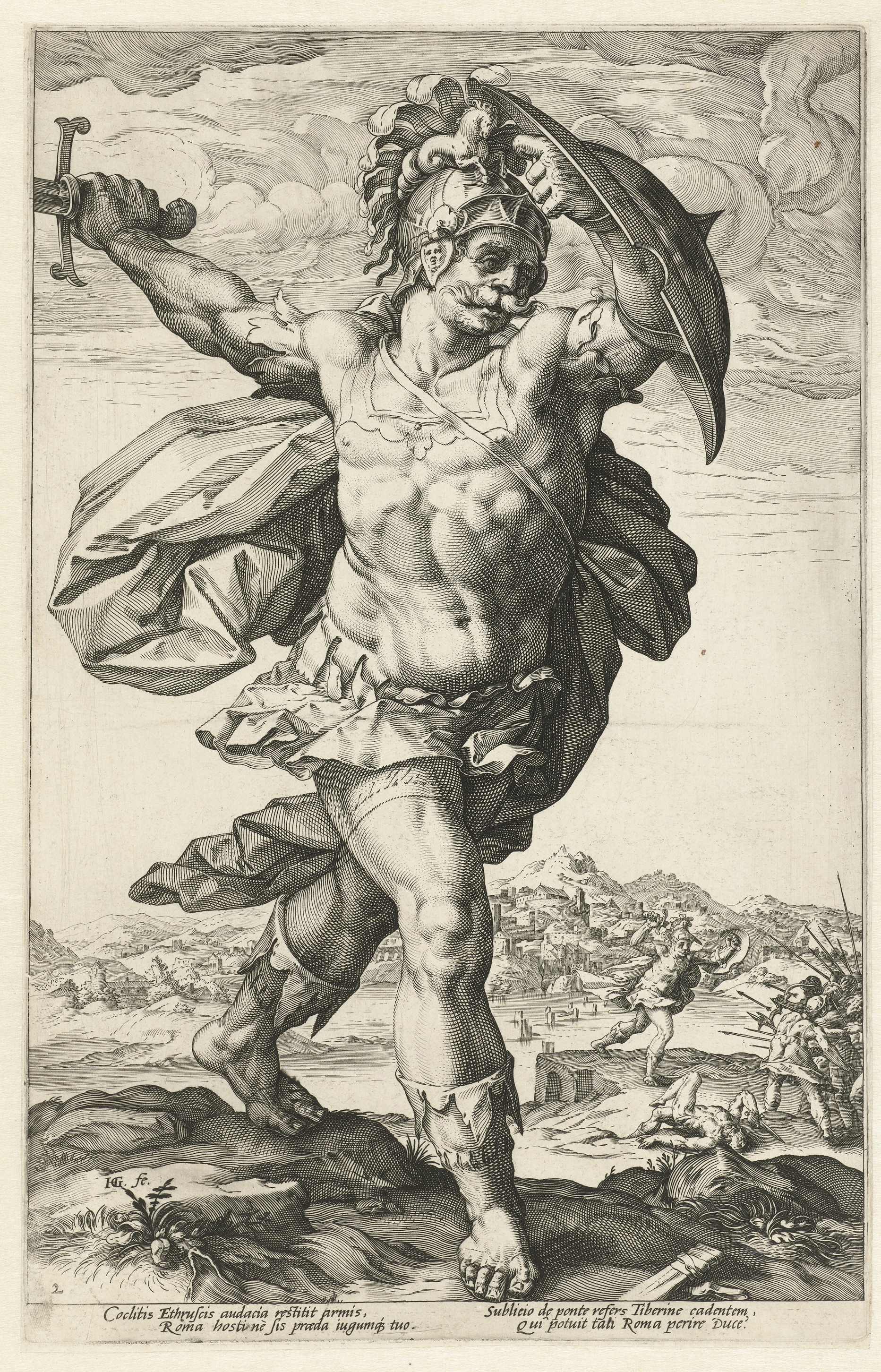
Hendrick Goltzius római hősöket ábrázoló metszetsorozatából: Horatius Cocles

A figura serpentinata olyan képzőművészeti ábrázolás-típus, mely az ábrázolt alakot erősen csavarodott testtartásban örökíti meg. Tipikusan jellemző a manierista és barokk művészetre, az 1506-ban megtalált Laokoón-csoport miatt terjedt el. Lényegében a kontraposzt megcsavarása. Legkorábbi példájaként Michelangelo Győzelem című szobrát emlegetik, alkalmazta szinte az összes manierista művész. A barokk figura serpentinata egyik legszebb példája Bernini: Proserpina (Perszephóné) elrablása c. szobra.